# 死ぬまでに行きたい!世界の絶景
『死ぬまでに行きたい！世界の絶景』（しぬまでにいきたい！せかいのぜっけい）は詩歩による写真集。シリーズ第1冊は2013年8月に三才ブックスより発行された。

## 概要
詩歩が就職先の新入社員研修にあった「facebookページを作る」という課題の成果物として作った同名のfacebookページが源流である。このページが人気を博し、facebookを通じた出版の申し出に応じて刊行されたのが、第一弾となった『死ぬまでに行きたい！世界の絶景』である。この写真集は、2013年度のオリコン年間写真集売上ランキング2位を獲得した。勤務先が副業を禁じていたため退職し、2014年4月よりフリーランスとなり、続刊を手がけた。
2014年7月にはシリーズ第2冊『死ぬまでに行きたい！世界の絶景 日本編』、2015年4月には『死ぬまでに行きたい！世界の絶景 ホテル編』、2016年8月には『死ぬまでに行きたい！世界の絶景 体験編』、2017年には『死ぬまでに行きたい！世界の絶景　新日本編』、2019年には『死ぬまでに行きたい！世界の絶景　ガイド編』を刊行し、シリーズ累計63万部を突破している。

## 内容

### 「死ぬまでに行きたい！世界の絶景」
1. クレヴァニ 恋のトンネル(ウクライナ)
2. ひたち海浜公園(茨城県)
3. スカフタフェットル国立公園(アイスランド)
4. カクシラウッタネン(フィンランド)
5. グレート・スモーキー山脈国立公園(アメリカ)
6. マウナケア(アメリカ、ハワイ諸島)
7. トロルの舌(ノルウェー)
8. ダルヴァザ 地獄の門(トルクメニスタン)
9. グレート・ブルー・ブルーホール(ベリーズ)
10. メープル街道(カナダ)
11. トレド(スペイン)
12. シグナルヒル(南アフリカ共和国)
13. コトル湾(モンテネグロ)
14. ハルシュタット(オーストリア)
15. スピリットアイランド(カナダ)
16. 雲海テラス(北海道)
17. ゴーザフォス(アイスランド)
18. ニューカレドニア(フランス領ニューカレドニア)
19. ランペドゥーザ島(イタリア)
20. アンダルシア郊外のひまわり畑(スペイン)
21. サントリーニ島(ギリシャ)
22. リオマッッジョーレ(イタリア)
23. プリトヴィツェ湖群国立公園(クロアチア)
24. カナイマ国立公園(ベネズエラ、ギアナ高地)
25. レンソイス・マラニャンセス国立公園(ブラジル)
26. 紅海灘風景区(中華人民共和国)
27. ハット・ラグーン(オーストラリア)
28. ダナキル砂漠(エチオピア)
29. モノ湖(アメリカ)
30. バンドン(アメリカ)
31. マーブル・カテドラル(アルゼンチン・チリ、通称パタゴニア)
32. キャピラノ渓谷・吊り橋(カナダ)
33. 天門山ロープウェイ(中華人民共和国)
34. ブルーモスク(トルコ)
35. なばなの里(三重県)
36. 三游洞 絶壁レストラン(中華人民共和国)
37. パーテルスウォルトセ湖(オランダ)
38. ワカチナ(ペルー)
39. ニュルンベルクのクリスマスマーケット(ドイツ)
40. サンミシェルデギレ礼拝堂(フランス)
41. シャウエン(モロッコ)
42. フリヒリアナ(スペイン)
43. ランタンフェスティバル(台湾)
44. 河内藤園(福岡県)
45. アイスホテル(スウェーデン)
46. ブルーラグーン(アイスランド)
47. ナヴァイオビーチ(ギリシャ)
48. ラントヴァッサー橋(スイス)
49. カッパドキア(トルコ)
50. ヤムドゥク湖(中華人民共和国)
51. モラヴィア(チェコ)
52. 九寨溝(中華人民共和国)
53. 竹田城跡(兵庫県)
54. モンキーポッド(アメリカ、ハワイ諸島)
55. 角島(山口県)
56. パゴダ(ミャンマー)
57. 南極のオーロラ(南極大陸)
58. サンタクロース村(フィンランド)
59. セノーテイキル(メキシコ)
60. 真名井の滝(宮崎県)
61. 湯西川温泉(栃木県)
62. チチカカ湖(ペルー・ボリビア)
63. 玄海町(佐賀県)
64. 富士山(山梨県・静岡県)

### 「死ぬまでに行きたい！世界の絶景 日本編」
1. 青い池 北海道
2. 知床の流氷 北海道
3. 摩周湖のサンピラー 北海道
4. 恐山宇曽利湖 青森県
5. キムアネップ岬 北海道
6. 雪の鳥取砂丘 鳥取県
7. 小杉の大杉 山形県
8. 権現堂堤の桜 埼玉県
9. 大山千枚田 千葉県
10. 奥入瀬渓流 青森県
11. 小田代原 栃木県
12. 袋田の滝の氷瀑 茨城県
13. ラピュタの道 熊本県
14. 渋峠から見た芳ヶ平 群馬県
15. 鳴子峡の紅葉 宮城県
16. 仙石原 すすき草原 神奈川県
17. 木津呂 三重県
18. 北山崎 岩手県
19. 越前大野城 福井県
20. 大内宿 福島県
21. 富山湾のホタルイカの身投げ 富山県
22. 阿智村の星空 長野県
23. 山古志の棚田・棚池 新潟県
24. 尾白川渓谷 山梨県
25. 諏訪湖の御神渡り 長野県
26. 御射鹿池 長野県
27. 木曽三川公園のチューリップ 岐阜県
28. 清津峡 新潟県
29. 昭和記念公園のイチョウ 東京都
30. 鶏足寺の紅葉 滋賀県
31. 高ボッチ高原からの夜景 長野県
32. 三河湾の夜光虫 愛知県
33. 名寄市のひまわり 北海道
34. 佐賀インターナショナルバルーンフェスタ 佐賀県
35. 新舞子海岸 兵庫県
36. 行者還岳 奈良県
37. 青ヶ島 東京都
38. 磐船神社 大阪府
39. 嵯峨野の竹林 京都府
40. 天王八幡神社のキンボタル 岡山県
41. 橋杭岩 和歌山県
42. 奈義町現代美術館 展示室「太陽」 岡山県
43. 奥祖谷の二重かずら橋 徳島県
44. 紫雲出山の桜 香川県
45. 大曲の花火 秋田県
46. 三徳山三佛寺投入堂 鳥取県
47. 元乃隅稲成神社 山口県
48. 足立美術館 島根県
49. モネの庭 高知県
50. 大井川鐵道 レインボーブリッジ 静岡県
51. 血の池地獄 大分県
52. 志賀島の二見岩 福岡県
53. 筆影山から見たけあらし 広島県
54. クルスの海 宮崎県
55. 人津久の浜 長崎県
56. 与論島 鹿児島県
57. 与那国島の海底地形 沖縄県
58. 青の洞窟 沖縄県
59. 聖域の岬のパワーホール 石川県
60. 来島海峡大橋 愛媛県